# Mittelstreckenrakete

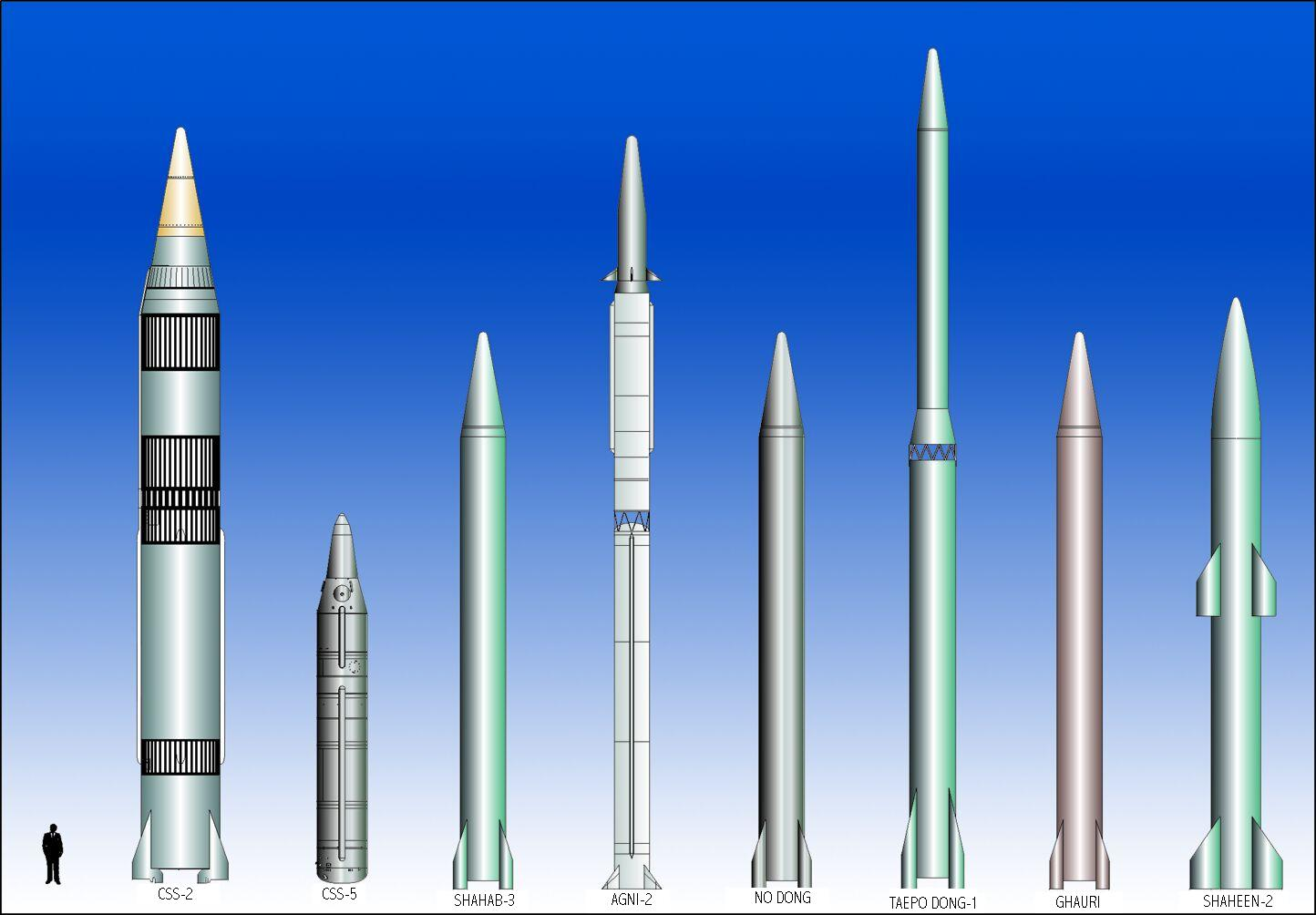
Mittelstreckenraketen verschiedener Typen (Medium range ballistic missiles, kurz MRBM oder IRBM) im Vergleich.

Als Mittelstreckenraketen bezeichnet man im deutschen Sprachgebrauch militärische ballistische Raketen mit einer Reichweite zwischen 800 und 5500 km. Sie dienen überwiegend als Trägermittel für Kernwaffen und zählen zu den substrategischen Nuklearwaffen. Diese Bewertung erfolgte durch die USA und die Sowjetunion bzw. Russland, weil Mittelstreckenraketen aufgrund ihrer im Vergleich zu Interkontinentalraketen kürzeren Reichweite für beide Staaten wegen ihrer geografischen Lage eine deutlich geringere Bedrohung darstellen.
Nach international üblicher Klassifizierung fallen zwei Klassen ballistischer Raketen in diesen Bereich:
- MRBMs (Medium Range Ballistic Missiles) für Mittelstreckenraketen mittlerer Reichweite von 800 bis 2399 km, früher 1000 bis 2700 km
- IRBMs (Intermediate Range Ballistic Missile) für Mittelstreckenraketen größerer Reichweite von 2400 bis 5499 km, früher 2700 bis 5500 km

Zu ihnen zählten unter anderem die US-amerikanische Pershing II, die sowjetische SS-20 und die französische S2 bzw. S3. Marschflugkörper zählen bei entsprechender Reichweite ebenfalls zu den Mittelstreckenwaffen, sind jedoch im eigentlichen Sinne keine Mittelstreckenraketen, da sie nicht auf ballistischen Bahnen fliegen und von Strahltriebwerken angetrieben werden.
So besitzen die Marschflugkörper vom BGM-109 Tomahawk ähnliche Reichweiten wie Mittelstreckenraketen und eine hohe Zielgenauigkeit. Ihre Anflugszeit ist bei Unterschallgeschwindigkeit wesentlich höher als die von Mittelstreckenraketen. Sie wurden gegen Ende des Kalten Krieges für einige Jahre auch auf deutschem Territorium stationiert. Seit Anfang der 1980er-Jahre war daher in der Bundesrepublik das Begriffspaar „Pershing II und Cruise Missile“ gängig.
Der INF-Vertrag von 1987 zwischen den Vereinigten Staaten und der Sowjetunion führte zur Abschaffung dieser Kategorie von Kernwaffen im Bereich der NATO und des Warschauer Pakts, wurde jedoch 2019 außer Kraft gesetzt.
Für eine Liste der internationalen Klassifizierung von ballistischen Raketen siehe: Boden-Boden-Raketen.

## Flugphasen
1. Start- oder Boost-Phase – etwa 2 bis 4 Minuten (bei Feststoffantrieb kürzer als bei Flüssigantrieb). Start mit steilem Abschusswinkel (weniger Luftwiderstand), nach 1 bis 2 Minuten Umlenkung in die Flugrichtung. Höhe bei Brennschluss zwischen etwa 50 und 200 km je nach Länge der Flugbahn, bei Geschwindigkeiten um 5 km/s.
2. Mittlere Flugphase – je nach Reichweite etwa 5 bis 15 Minuten. Annähernd suborbitaler Flug in einer fast elliptischen Umlaufbahn, deren Apogäum bis zu einigen 100 km Höhe hat. In dieser Phase oder am Beginn des Wiedereintritts in die dichtere Atmosphäre können manche Raketen mehrere unabhängige Gefechtsköpfe und Täuschkörper ausstoßen.
3. Wiedereintrittsphase – knapp 2 Minuten Dauer, beginnend in etwa 100 km Höhe. Einschlag mit Geschwindigkeit zwischen 1 und 3 km/s (bis 10.000 km/h).

## MRBMs und ihre Reichweiten
- Ababeel (2200 km)  Pakistan
- Ghauri-I (1200 km)  Pakistan
- Ghauri-II (1800 km)  Pakistan
- Sahin-II (1500 km)  Pakistan[1]
- Nirbhay (1000–1500 km)  Indien[2][3][4]
- Agni I (700–1250 km)  Indien[5]
- Agni II (2000–3000 km)  Indien
- Agni-P (1000–2000 km)  Indien
- DF-21 (1700+ km)  Volksrepublik China
- DF-25 (1700–3000 km)  Volksrepublik China
- Jericho II (1300 km)  Israel
- Rodong-1 (900–1300 km)  Nordkorea
- Pukguksong-2 (1200–3000 km)  Nordkorea
- Hyunmoo-3 (1500 km)  Südkorea (Marschflugkörper)[6]
- Shahab 3 (2000 km)  Iran
- Ghadr-110 (1950 km)  Iran
- Fadschr-3 (2500 km (geschätzt))  Iran
- Ashoura (2000 km)  Iran
- Sedschil (2000–2400 km)  Iran
- Emad (2000 km)  Iran
- Chorramschahr (2000 km)  Iran
- 9K76 Temp-S (950 km)  Sowjetunion
- R-5 (Rakete) (1200 km)  Sowjetunion
- R-12 (Rakete) (2100 km)  Sowjetunion
- PGM-19 Jupiter (2410 km)  Vereinigte Staaten
- MGM-31 Pershing (1770 km)  Vereinigte Staaten

## IRBMs
- Agni-III[7] (3500–5000 km)  Indien[8]
- Agni-IV (3000–4000 km)  Indien [9]
- K-4 (SLBM) (3000 km)  Indien[10][11]
- Hwasong-12 (3700–6000 km)  Nordkorea
- Jericho III (4800–6500 km)  Israel[12][13]
- R-14 (4500 km)  Sowjetunion
- RSD-10 Pioneer (SS-20) (5500 km)  Sowjetunion
- SSBS S2 (3000 km)  Frankreich
- SSBS S3 (3500 km)  Frankreich
- PGM-17 Thor (1850–3700 km)  Vereinigte Staaten und  Vereinigtes Königreich
- Poseidon C3 (5000 km, SLBM)  Vereinigte Staaten
- Musudan (2500–4000 km (geschätzt))  Nordkorea[8]
- Long-Range Hypersonic Weapon (mindestens 3000 km)  Vereinigte Staaten
- Hyunmoo-4 (500–3000 km)  Südkorea
- Hyunmoo-5 (3000–5000 km)  Südkorea
- Dongfeng 26 (4500 km)  Volksrepublik China
- Oreschnik (2.000–5.000 km)  Russland